# سند استون (ویرجینیای غربی)
سند استون (به انگلیسی: Sandstone) یک منطقهٔ مسکونی در ایالات متحده آمریکا است که در شهرستان سامرز، ویرجینیای غربی واقع شده‌است.